# 王牌御史
《王牌御史》是在2014年1月推出的连载于腾讯动漫的漫画，作者为佟遥，是作者继《真红游侠》之后的又一部作品。讲述的是打更人叶言、散仙黄晓烟等人降妖除魔的故事，漫画曾获得“星漫奖”6月热度奖亚军。
漫画于2014年4月宣布动画化，这是腾讯动漫继《尸兄》《超神游戏》《中国惊奇先生》之后，第四部动画化的漫画作品。动画版由七灵石动漫画上海有限公司、ideolo、李豪凌、AKB48制作人河原岭旭制作。
2015年，《王牌御史》与游戏《怪物弹珠》合作，在游戏中植入了动漫主角形象的弹珠。

## 剧情介绍
昼夜颠倒的新时代，勤劳的御史大人们降妖除魔打怪兽的欢乐故事~~在一个蛇精病一样爱好行为艺术的男主叶言和一个穿着古装脾气暴躁上来就"跳楼"倒霉透顶的黑长直妹子黄晓烟中展开。

## 角色

### 夜部
叶言
当代夜行御史，打更人宗支。
表面上是夏侯中学的一名普通的高一学生。
爱好：行为艺术。
特征：死鱼眼，左眼下有泪痣。
特技：武术，打更千裂破，霸王举鼎，碎骨打，元气震，定时锤
法器：镇魂锣，镇魂锤，八面煌妖幡。
召唤兽：混沌兽（外形像一只巨大的鸡，黄色，最恨别人说他胖，克星是水）
在奇葩女黄晓烟面前总是出状况，黄晓烟一见到叶言就倒霉。在学校再遇时与黄晓烟争吵，被同学误解为“始乱终弃”。作为让黄晓烟倒霉的补偿，让其住在自己家里。两人经常互殴，但是肉搏从没赢过。喜欢黄晓烟。
黄晓烟
当代夜行御史，仙门，散仙。
表面上是夏侯中学的一名高一学习委员。
夏侯中學高一學生，道門宗支修仙者，散仙（別稱半仙：“半仙”為貶稱）。手持上古誅仙劍，身披黑色的三千青絲無風自動，頭帶蝴蝶結葫蘆，頭上有呆毛，身穿紅色緊身衣，身披白色古裝長袍，穿着紅色古代平底靴，（動畫靴子改成藍色），擅長肉搏戰，脾氣暴躁的奇葩女。喜歡葉言，性格傲嬌，經常吃醋。女神，頭上別葫蘆，肉搏戰無人能敵（113章用先天太極與洪紅的洪式太極打成平手，因法術不能對凡人使用）
特技：武術（強於葉言），千里傳音，萬符鎖妖大陣，五雷天心正法，獨孤九劍，百萬靈符爆，先天太極，明淨不動仙心
法器：乾坤奧妙大葫蘆（通過別在頭上的仔葫蘆召喚，收進葫蘆的東西會腐爛化成血水）
顾晓花

## 影視改編
- 《王牌御史之猎妖教室》，由郑业成主演的2016年網絡電影